# Patty Smyth
Patricia Smyth (ur. 26 czerwca 1957 w Nowym Jorku) – amerykańska piosenkarka i autorka tekstów. Po raz pierwszy zwróciła na siebie uwagę całego kraju wraz z zespołem rockowym Scandal, a następnie zaczęła nagrywać i występować jako artystka solowa. Jej charakterystyczny głos i wizerunek nowej fali zyskały szerokie uznanie dzięki nagraniom wideo emitowanym w telewizji kablowej, takiej jak MTV. Jej debiutancki solowy album Never Enough został dobrze przyjęty i wygenerował parę przebojów Top 100. We wczesnych latach 90. znalazła się w Top 10 z przebojowym singlem „Sometimes Love Just Ain’t Enough”, w duecie z Donem Henleyem z Eagles. Wykonała i napisała wraz z Jamesem Ingramem piosenkę „Look What Love Has Done” do filmu Junior z 1994 roku. Praca ta przyniosła jej nominację do nagrody Grammy w kategorii „Najlepsza piosenka napisana dla mediów wizualnych”, a także nominację do Oscara za najlepszą oryginalną piosenkę. Smyth poślubiła emerytowanego tenisistę Johna McEnroe w 1997 roku.

## Kariera muzyczna

### Z zespołem Scandal
Po dorastaniu w Brooklynie, dzielnicy Gerritsen Beach, Smyth dołączyła do Scandal jako główna wokalistka w 1981 roku. W następnym roku zespół wydał debiutancką EP-kę o tym samym tytule. Utwór „Goodbye to You” stał się najlepiej sprzedającym się albumem wytwórni Columbia Records. W 1984 roku wydali Warrior. Album promowany przez MTV Airplay osiągnął 17 miejsce na liście Billboard 200 w USA, a pierwsza piosenka z tego wydania, również zatytułowana „The Warrior”, znalazła się w pierwszej dziesiątce. Jednak pomimo ich sukcesu, wewnętrzne konflikty w zespole doprowadziły wkrótce potem do ich rozpadu.

### Kariera solowa
Po rozpadzie Scandal Smyth została zaproszona przez swojego przyjaciela Eddiego Van Halena, aby dołączyć do zespołu Van Halen, aby zastąpić Davida Lee Rotha na stanowisku wokalisty. Jednak odrzuciła ofertę, ponieważ była w ósmym miesiącu ciąży i „to nie był dla mnie odpowiedni czas” – mówi teraz. „Byłam nowojorczanką, nie chciałam mieszkać w Los Angeles ... a ci faceci byli pijani i cały czas walczyli”. W 1985 wystąpiła gościnnie na albumie The Hooters Nervous Night w piosence „Where Do the Children Go” jako wokalistka towarzysząca.
Smyth wydała swój pierwszy solowy album, Never Enough, w 1987 roku. Zawierał on jej wersję piosenki Toma Waitsa „Downtown Train”, która za sprawą Roda Stewarta stała się hitem trzy lata później, oraz utwór tytułowy „Never Enough”, który był współtworzony z członkami The Hooters i oparty na piosence pod tym samym tytułem, którą członkowie The Hooters Eric Bazilian i Rob Hyman napisali dla swojego wcześniejszego zespołu Baby Grand. W 1992 roku wydała kolejny solowy album, Patty Smyth, który wyprodukowany został przez Roya Bittana. Na albumie znalazł się utwór, który potem stał się hitem przez duet z Donem Henleyem z Eagles, zatytułowanym „Sometimes Love Just Ain’t Enough”. Piosenka zadebiutowała na drugim miejscu, później zdobywając sam szczyt listy Billboard Hot 100 i uzyskała status złotej płyty za sprzedaż 500 000 egzemplarzy. Album, również ze złotym certyfikatem, zawierał dodatkowy hit z listy Top 40 w USA z „No Mistakes”, a także dał początek drobnemu przebojowi „I Should Be Laughing”. Smyth wcześniej nagrywała z Henleyem kilka piosenek jako chórzystka na jego albumach Building the Perfect Beast i The End of the Innocence.
Następnie Smyth była współautorką piosenki „Look What Love Has Done” z 1994 roku, nominowanej do Grammy i Oscara po włączeniu jej do ścieżki dźwiękowej do filmu fabularnego Junior. Kolejne zamówienia na ścieżkę dźwiękową zaowocowały napisaniem i skomponowaniem melodii przewodniej „Wish I Were You” do filmu fabularnego Armageddon z 1998 roku. (Jej mąż, John McEnroe, stwierdził w swojej autobiografii, że do napisania piosenki zainspirowała ją jego własna próba kariery muzycznej; była zaskoczona jego ekscytacją muzyką, kiedy jej własne uczucia dotyczące przemysłu muzycznego były znacznie bardziej ambiwalentne.)
W 2015 roku, aby promować wydanie jej świątecznego albumu zatytułowanego Come on December, sfinansowała kampanię wspierającą Headstrong Project, a wszystkie pieniądze zebrane z zamówień jej albumu w przedsprzedaży trafiły do organizacji non-profit. Album zawierał singiel „Broken”, a teledysk do tego singla został wydany tuż przed dniem weteranów i został nakręcony na podstawie rozdziału Veterans of Foreign Wars. Album ukazał się 20 listopada 2015 roku.
9 października 2020 roku Patty ponownie powróciła do muzyki z nowym minialbumem I’s About Time. Album zawarł 6 nowych oryginalnych piosenek oraz cover „Ode to Billie Joe” Bobbie Gentry oraz, wcześniej wydany na Never Enough, cover „Downtown Train” Toma Waitsa.

### Ponowne zejście się zespołu Scandal
W 2004 roku VH1 zwerbowało Smyth i pozostałych członków Scandal do odcinka Bands Reunited, co zaowocowało małą trasą koncertową na wschodnim wybrzeżu Stanów Zjednoczonych w 2005 roku. W następnym roku Columbia/Legacy wydała nową kompilację CD Scandal w ramach serii We Are the ’80s. Kompilacja zawierała trzy niewydane utwory z sesji nagraniowych z 1982 roku („Grow So Wise”, „If You Love Me”, „I’m Here Tonight”) oraz „All My Life”, dostępne wcześniej na drugiej stronie „Goodbye to You”. W lipcu 2008 Billboard poinformował o zbliżającym się wydaniu nowej muzyki zespołu (z udziałem oryginalnych członków Keitha Macka i Benjy’ego Kinga). Swój pierwszy singiel wydany jako zespół („Hard for You to Love Me”, nazywany również „Make It Hard”) od ponad 24 lat, wydali 17 stycznia 2009 r. w Ridgefield w stanie Connecticut.
W 2017 roku piosenka Scandal „The Warrior” została użyta w serialu Netflixa, GLOW, jako piosenka przewodnia.

## Życie prywatne
W wieku 16 lat opuściła dom rodzinny.
Smyth ma córkę Ruby ze swoim pierwszym mężem Richardem Hellem. Poznała Johna McEnroe w 1993 roku; ich córka Anna urodziła się w 1995 r., a para pobrała się w 1997 r. Od tego czasu mają kolejną córkę, Avę.
Smyth i McEnroe mieszkają w bliźniaku na Upper West Side na Manhattanie. W czasie pandemii rezydowali w Malibu.
Ze względu na życie rodzinne i wychowanie 6 dzieci zdecydowała się na jakiś czas przerwać swoją karierę muzyczną. Do decyzji przyczyniło się też uczucie, że nikt jej nie zna i nie docenia jako wokalistki i piosenkopisarki, mimo faktu, że jej piosenki plasowały się na czołowych pozycjach list przebojów.
25 czerwca 2019 roku magazyn The New York Times umieścił Patty Smyth na liście setek artystów, których materiał został podobno zniszczony w pożarze Universal Studios w 2008 roku.

## Dyskografia

### Albumy
- Never Enough (1987) – nr 66 U.S.[34]
- Patty Smyth (1992) – nr 47 U.S.[35], nr. 94 AUS
- Greatest Hits – Featuring Scandal (1998)
- Come on December (2015)
- It’s About Time (2020) – nr 56 U.S.[36]

### Single
| Year                                                   | Single                                                | Peak chart positions | Peak chart positions | Peak chart positions | Peak chart positions | Peak chart positions | Peak chart positions | Peak chart positions | Album            |
| Year                                                   | Single                                                | US                   | US Main              | US AC                | AUS                  | UK                   | CAN                  | CAN AC               | Album            |
| ------------------------------------------------------ | ----------------------------------------------------- | -------------------- | -------------------- | -------------------- | -------------------- | -------------------- | -------------------- | -------------------- | ---------------- |
| 1987                                                   | „Never Enough”                                        | 61                   | 4                    | –                    | –                    | –                    | –                    | –                    | Never Enough     |
| 1987                                                   | „Downtown Train”                                      | 95                   | 40                   | –                    | –                    | –                    | –                    | –                    | Never Enough     |
| 1987                                                   | „Isn’t It Enough”                                     | –                    | 26                   | –                    | –                    | –                    | –                    | –                    | Never Enough     |
| 1992                                                   | „Sometimes Love Just Ain’t Enough” (z Donem Henleyem) | 2                    | –                    | 1                    | 5                    | 22                   | 1                    | 2                    | Patty Smyth      |
| 1992                                                   | „No Mistakes” (nie uznane wokale Dona Henleya)        | 33                   | –                    | 4                    | –                    | –                    | –                    | –                    | Patty Smyth      |
| 1993                                                   | „I Should Be Laughing”                                | 86                   | –                    | –                    | –                    | –                    | –                    | –                    | Patty Smyth      |
| 1993                                                   | „Shine”                                               | –                    | –                    | –                    | –                    | –                    | –                    | –                    | Patty Smyth      |
| 1994                                                   | „Look What Love Has Done”                             | 106                  | –                    | 23                   | –                    | –                    | –                    | –                    | –                |
| 2015                                                   | „Broken”                                              | –                    | –                    | –                    | –                    | –                    | –                    | –                    | Come on December |
| 2020                                                   | „Drive”                                               | –                    | –                    | –                    | –                    | –                    | –                    | –                    | It’s About Time  |
| „–” oznacza wydania, które nie znalazły się na listach |                                                       |                      |                      |                      |                      |                      |                      |                      |                  |